# ハンティントン・バンク・フィールド

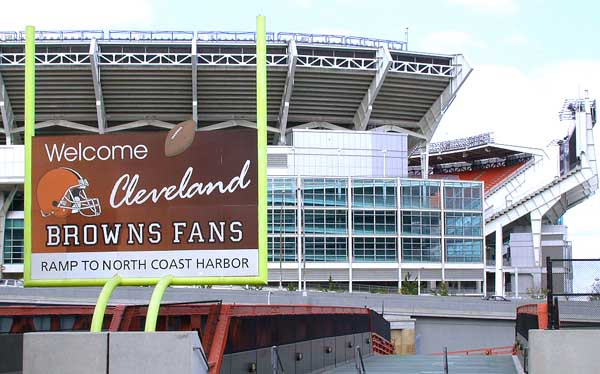
クリーブランド・ブラウンズ・スタジアム入場門

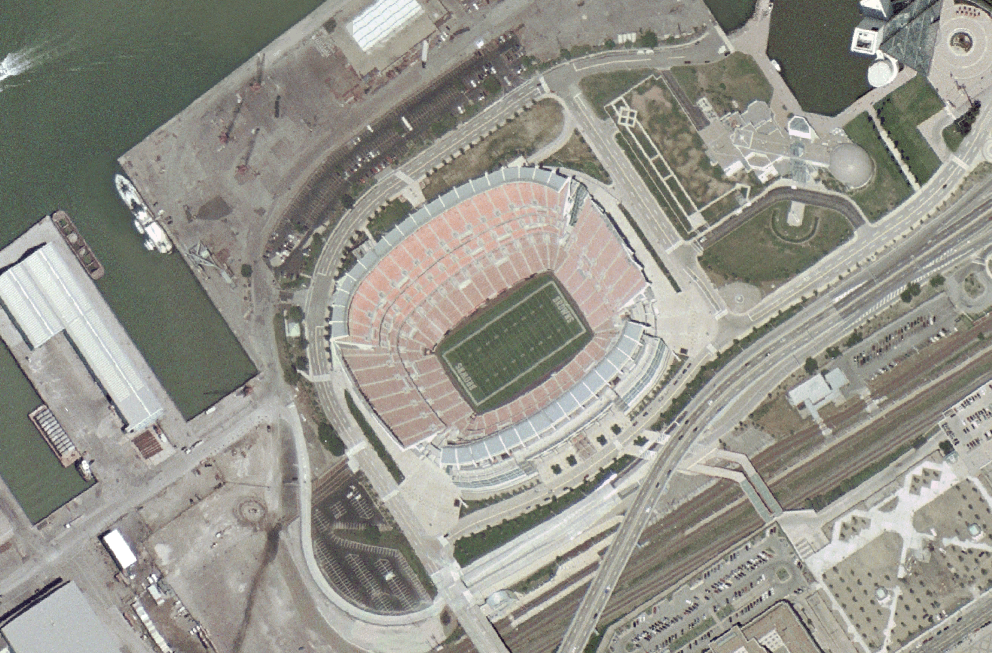
クリーブランド・ブラウンズ・スタジアム衛星写真

ハンティントン・バンク・フィールド（Huntington Bank Field）は、アメリカ合衆国のオハイオ州クリーブランドにあるスタジアム。NFLクリーブランド・ブラウンズの本拠地スタジアムである。
エリー湖のほとりの31エーカー（約12.5ヘクタール）の土地に建設され、73,200人を収容できる。普段はアメリカンフットボールのみに使用されるが、グラウンドの広さはサッカーの国際試合にも対応可能である。

## スタジアムの歴史
クリーブランド・ブラウンズはかつてミュニシパル・スタジアムを本拠地にしていたが、1995年シーズン終了後、オーナーのアート・モデルがチームをメリーランド州ボルチモアへ移転させ、チーム名を“ボルチモア・レイブンズ”と改めた。1996年2月、NFL機構は「ブラウンズは1996年からの3年間活動停止し、1999年に新しいスタジアムで活動を再開する」と発表した。つまり、レイブンズは1996年シーズンに創設された新規球団の扱いとなり、ブラウンズのフランチャイズヒストリーはレイブンズではなく1999年に誕生する新ブラウンズが引き継ぐこととなった。
1996年シーズン終了後、クリーブランド市はミュニシパル・スタジアムを取り壊して新スタジアム建設用の土地を確保した。1997年5月15日に新スタジアム建設が開始され、1999年8月21日に開場、同時にブラウンズも再始動した。
クリーブランド市は当初、当スタジアムの命名権スポンサーを募集していなかった。これは1990年代以降に建設されたアメリカ国内のスタジアムでは珍しい事例である。ただ、スタジアム名ではなく、スタジアムの4つの入場ゲートの命名権を企業に販売している。
- 南西の入場門：クリーブランド・クリニック・スポーツ・ヘルス・ゲート
- 南東の入場門：ナショナル・シティ・ゲート
- 北西の入場門：ファーストエナジー・ゲート
- 北東の入場門：STERISゲート

2013年1月、クリーブランド市は当スタジアムの命名権をファーストエナジー社に売却すると発表。これにより「ファーストエナジー・スタジアム（FirstEnergy Studium）」と呼ばれることとなった。2023年4月に命名権が満了となり、クリーブランド・ブラウンズ・スタジアムに名称が戻された。
ブラウンズの歴史として長い間QBが定着しなかった事情もあり、ブラウンズのホームスタジアムでありながら最多勝QBがピッツバーグ・スティーラーズに所属したベン・ロスリスバーガーの11勝だった。年に1回しかクリーブランドでプレーしないはずの同地区ライバルのQBにスタジアムの最多勝記録を保持されるのはブラウンズとしてもこの上ない屈辱だったが、2020年にベイカー・メイフィールドがロスリスバーガーの記録を抜き、ブラウンズ在籍中にスタジアム勝利数を19まで伸ばした。

## スタジアムへの批判
主な批判として挙げられるのは、「毎年確実に開催されるイベントがNFLの10試合（レギュラーシーズン8試合、プレシーズン・マッチ2試合）しかないスタジアムに2億5000万ドル以上も資金を捻出していいのか」というものである。市民団体のリーダーの多くは「商業地区中心部にドーム球場を建てれば、老朽化した上に窮屈なパブリック・オーディトリウムやコンベンション・センターの代わりとしても使用できたのに」と主張している。
2006年5月、クリーブランドの財界人は、スーパーボウルをクリーブランドに招致しようと新たなキャンペーンを始めた。スーパーボウルは毎年1月下旬～2月上旬の時期に開催されるため、ドーム球場を持たない寒冷地のクリーブランドがスーパーボウル開催地に選ばれることはまずない。つまり、当スタジアムに屋根を新たに取り付けることを要求しているのである。また、スーパーボウルが開催されることによってスタジアム周辺地域の開発・発展が進むことを期待する声もある。